# Обвиняемая
«Обвиняемая» (англ. The Accused) — фильм нуар режиссёра Уильяма Дитерле, вышедший на экраны в 1949 году.
Сценарий фильма написала Кетти Фрингс по роману Джун Трусделл «Спокойно, моя любовь» (1947). Фильм рассказывает о несчастной преподавательнице психологии университета, которая, защищаясь от насильника, случайно убивает его, а затем, из страха разоблачения и публичного скандала, скрывает следы преступления.
Наряду с такими фильмами, как «Заворожённый» (1945), «Одержимая» (1947), «Тёмное прошлое» (1948) и «Водоворот» (1949), фильм относится к субжанру «психиатрический нуар», в которых сюжет строится вокруг личностей психиатров и психологов, а также психологических проблем героев.

## Сюжет
Поздним вечером молодая красивая женщина (Лоретта Янг) приводит себя в порядок, забирает вещи из автомобиля, припаркованного на морском утёсе и выходит на дорогу. Вскоре на Тихоокеанском шоссе её замечает и подбирает водитель грузовика, направляющийся в Малибу. Он пытается заговорить c женщиной, но она крайне немногословна и старается не смотреть в его сторону. Высадив её в городе, водитель пытается приободрить её, решив, что у неё было неудачное свидание.
Добравшись до дома, женщина вспоминает о событиях предшествующего дня… Её зовут Вильма Таттл, и она работает ассистентом профессора психологии в университете. В тот день Вильма проводила экзаменационную работу на тему об условных рефлексах человека, дав задание написать психологический портрет какого-либо конкретного человека по его рефлексам, не указывая его имени. Во время экзамена нахальный и самоуверенный студент Билл Перри (Дуглас Дик) насмешливо передразнивает Вильму, в результате она просит его вечером после занятий зайти к ней для разговора. Однако затем Вильма решает уехать и оставляет Биллу записку, чтобы он поговорил с деканом. На выходе с территории университета Вильма встречает Билла, который начинает заигрывать с ней и пытается всячески вовлечь её в разговор. В результате Вильма опаздывает на свой автобус, и Билл охотно предлагает подвезти её на своём автомобиле, а затем приглашает в ресторан, где угощает моллюсками. Несмотря на то, что Билл должен был поехать в аэропорт, чтобы встретить своего опекуна, адвоката Уоррена Форда (Роберт Каммингс), он забывает об этом и продолжает развлекаться с Вильмой.
По дороге в Малибу Билл просит Вильму, чтобы она составила его психологический портрет, и она говорит, что под всем его блеском и очарованием скрывается опасная, непредсказуемая и плохо контролируемая личность. В определённый момент Билл сворачивает с дороги, и, несмотря на возражения Вильмы, завозит её на пустынный пятачок на прибрежной скале, с которого обычно спускается для ловли моллюсков. Билл предлагает Вильме искупаться и одевает купальный костюм. Затем Билл приближается к Вильме и пытается её поцеловать, что поначалу её шокирует, и она несильно сопротивляется. Однако когда Билл опрокидывает её на заднее сиденье автомобиля и пытается изнасиловать, Вильма хватает попавшуюся под руку полурессору и несколько раз бьёт её со всей силы Билла по голове. Вильма устраивает дело так, как будто Билл во время ныряния ударился о скалу и утонул. С помощью «обратного» искусственного дыхания она наполняет его лёгкие океанической водой, а затем сталкивает его тело со скалы.
На следующее утро Вильма пробуждается в ужасе от того, что произошло, и совершенно не может сообразить, что ей делать дальше — пойти во всём сознаться или скрыть преступление. Но, боясь общественного позора в случае, если станет известно, что она убила человека, а также понимая, что вряд ли кто-либо заподозрит её в убийстве, она решает промолчать о случившемся.
Тем же утром к Вильме приходит адвокат Уоррен Форд, который просит её рассказать, что происходит с Биллом. Он также просит её помочь разобраться с письмом, которая написала в деканат влюблённая в Билла студентка Сьюзен Дювал, утверждающая, что ждёт от него ребёнка. С первой же встречи между Вильмой и Уорреном возникает взаимная симпатия, постепенно перерастающая в любовь. Однако, будучи не в состоянии выносить психологический пресс, Вильма теряет сознание.
Когда Вильма приходит в себя лишь несколько дней спустя в университетской больнице, она видит шикарный букет орхидей, который прислал ей Уоррен. В тот же день Вильма читает в газетах сообщение о гибели Билла.
На рассмотрении причин смерти Билла в коронерском суде жюри выносит вердикт, что Билл утонул, ударившись о скалы во время купания, и закрывает дело. Однако Уоррен не может понять, почему в таком случае в автомобиле Билла не осталось вообще никаких отпечатков пальцев, что наводит на мысль, что кто-то их стёр, а следовательно был каким-то образом связан с преступлением. Это подталкивает лейтенанта отдела убийств Теда Дрогана (Уэнделл Кори) к тому, чтобы тайно возобновить расследование.
Первоначально подозрение Дрогана падает на студентку Сьюзен Дювал, которая могла убить его из ревности. На встрече с детективом в деканате Вильма проникается к Сьюзен сочувствием и, желая защитить её, утверждает, что девушка всего лишь пыталась привлечь к себе внимание Билла. Дроган просит Вильму принести ему экзаменационную тетрадь Билла, надеясь найти в ней какую-либо связь с его смертью. Тем временем во время допроса Сьюзен сообщает Дрогану, что вечером во время их последней встречи Билл сказал ей, что отправляется на свидание с «циклотимической красоткой» (определение циклотимии входило в экзаменационный тест, который давала своим студентам Вильма).
Вильма приходит в свой офис за тетрадью Билла и, прочитав его работу, понимает, что он написал её психологический портрет. Она надеется, что оставленная Биллу записка об отмене их встречи послужит ей алиби, однако выясняется, что уборщик выбросил её. Она пишет ещё одну точно такую же записку и кладёт её в экзаменационную тетрадь Билла, которую передаёт через Уоррена Дрогану. Кроме того, Вильма решает уничтожить какую-либо связь между собой и образом чопорной и занудной девы, описанным в работе Билла. После того, как она распускает волосы и одевается более раскрепощенно, водитель грузовика, которого разыскал Дроган, не может её опознать, также как он, естественно, не опознаёт и Сьюзен.
С помощью криминалиста доктора Ромли (Сэм Джаффе) Дроган выясняет, что в лёгких Билла содержатся мельчайшие частички дерева из ведёрка для моллюсков, которое стояло в его машине. Соответственно, они заключают, что Билл не утонул в океане, а вода в его лёгкие была закачана из ведёрка, когда он уже умер от ударов по голове. Когда Вильма и Уоррен приходят в криминалистическую лабораторию, Дроган рассказывает и показывает ей, как на самом деле произошло убийство, а Ромли просит Вильму несколько раз ударить гипсовое чучело полурессорой по голове, после чего она практически теряет самообладание. Прочитав экзаменационную работу Билла, Тед приходит к заключению, что она связана с его убийством.
Чтобы успокоить Вильму и переключить её мысли на что-либо иное, Уоррен ведёт её на боксерский поединок. Однако увидев жестокие удары, которые один из боксёров наносит другому по голове, Вильма принимает их бой за свою схватку с Биллом, произнося в слух: «Билл, ты делаешь мне больно». Уоррен слышит это и начинает понимать, в чём дело. Однако, влюбившись в Вильму, он в тот же вечер делает ей предложение и решает немедленно перевезти её к себе домой в Сан-Франциско.
На следующее утро прямо во время их сборов приезжает Дроган, приглашая Вильму и Уоррена в свой офис на следственный эксперимент. Перечислив все имеющиеся у него косвенные улики против Вильмы, Дроган тем не менее заявляет, что, возможно, их будет недостаточно для вынесения обвинительного вердикта. В конце беседы Дроган спрашивает Вильму об алиби, и она отвечает, что в ночь убийства уехала из университета раньше, оставив Биллу соответствующую записку (эту записку предъявляет Уоррен). Однако совершенно неожиданно Дроган достаёт точно такую же записку (которую выбросил уборщик). Дроган утверждает, что наличие двух записок свидетельствует о том, что в действиях Вильмы был умысел, свидетельствующий о её намерении скрыть следы участия в преступлении. Психологически подавленная, растерявшаяся Вильма сознаётся, что случайно убила Билла в результате самообороны.
На суде Уоррен сам берётся защищать Вильму. Он произносит убедительную речь, утверждая, что Вильма совершила убийство, защищаясь от нападения насильника, и что единственным преступлением Вильмы было сокрытие фактов. Однако она была настолько переполнена страхом от содеянного, что не могла разумно контролировать свои действия. Выслушав выступление Уоррена, Дроган понимает, что присяжные готовы оправдать Вильму. Очевидно, что и сам он испытывает к ней личную симпатию.

## В ролях
- Лоретта Янг — Вильма Таттл
- Роберт Каммингс — Уоррен Форд
- Уэнделл Кори — лейтенант Тед Дроган
- Сэм Джаффе — доктор Ромли
- Дуглас Дик — Билл Перри
- Сюзанна Дальбер — Сьюзен Дювал
- Гарри Харви — доктор Одолард (в титрах не указан)
- Кэрол Мэтьюз — официантка (в титрах не указана)

## Режиссёр фильма и исполнители главных ролей
Режиссёр Уильям Дитерле более всего известен своими биографическими драмами, такими как «Повесть о Луи Пастере» (1936), «Жизнь Эмиля Золя» (1937, номинация на Оскар). Среди других наиболее известных его работ драма по роману Виктора Гюго «Горбун из Нотр-Дама» (1939), а также фэнтези-мелодрамы «Дьявол и Даниэль Уэбстер» (1941) и «Портрет Дженни» (1948). В жанре нуар наиболее известными работами стали картины «Тёмный город» (1950) и «Поворотный пункт» (1952).
Актриса Лоретта Янг играла преимущественно в комедиях и мелодрамах, наиболее успешные роли она сыграла в комедиях «Дочь фермера» (1947), которая принесла ей Оскар за лучшую женскую роль, «Жена епископа» (1947), а также драма «Приходи в конюшню» (1949), принесшая номинацию на Оскар. Свою самую значимую роль в жанре нуар Янг сыграла в фильме «Чужестранец» (1946). Актёр Роберт Каммингс известен ролями в драме «Кингс Роу» (1942), фильмах Хичкока «Диверсант» (1942) и «В случае убийства набирайте «М»» (1954), а также в нуарах «Спи, моя любовь» (1948) и «Погоня» (1946). Уэнделл Кори сыграл роли, как правило, второго плана во множестве фильмов нуар, среди них «Ярость пустыни» (1947), «Извините, ошиблись номером» (1948), «Я всегда одинок» (1948), «Дело Тельмы Джордон» (1950), «Окно во двор» (1954) и «Большой нож» (1955). Свою самую известную нуаровую роль Сэм Джаффе сыграл в фильме «Асфальтовые джунгли» (1950), за которую был номинирован на Оскар, другими его ролями в этом жанре были в фильмах «Улица Мадлен, 13» (1947) и «Под прицелом» (1951).

## Оценка критики
Большинство критиков дали фильму достаточно положительную оценку. Газета «Нью-Йорк таймс» написала, что «Обвиняемая» — это «великолепная психологическая работа, хорошо проложенная терминологией, которая звучит впечатляюще, хотя и не всегда абсолютно понятно, а актёры делают своё дело с серьёзностью, которая привлекает к фильму зрительское внимание». Журнал «Variety» отметил, что фильм «перерабатывает страх и эмоциональное насилие в мелодраму высокого уровня». Современные критики также положительно оценивают фильм, хотя и более сдержаны в оценках. Так, Деннис Шварц пишет: «Уильям Дитерле уверенно ставит эту суровую и довольно скучную, но хорошо сыгранную психологическую криминальную драму про то, что „нам нечего бояться, кроме самих себя“». Хэл Эриксон называет картину «детективной мелодрамой с предсказуемым сюжетом, включающим шантаж, попытку изнасилования и убийство», а Крейг Батлер — «стильным маленьким психологическим триллером, который может показаться немного устаревшим для современных зрителей, но всё равно в нём достаточно мощи, чтобы сделать его достойным просмотра».
Давая характеристику фильму, «Нью-Йорк таймс» пишет, что он является «прекрасным примером криминального расследования, в котором, обладая скромными реальными доказательствами, лейтенант Тед Дорган, жёсткий, практичный исследователь человеческой природы, кропотливо выстраивает сильное дело на основе косвенных улик вокруг доктора Таттл, и наконец добивается прорыва сквозь её психологическую защиту». Газета считает, что фильм несколько отклоняется от норм, установленных действовавшим в то время Производственным кодексом, представители которого, наверняка, пошли на непростую для себя уступку, так как «обычно они довольно настойчивы в своих требованиях воздаяния». Однако в данном случае «отход от установленных норм не может быть истолкован как удар по морали, поскольку достаточно очевидно показано, что героиня действовала инстинктивно для защиты своей чести. И даже полицейский, который кропотливо собирает крупицы разоблачающих её доказательств, в душе не испытывает к этой леди ничего, кроме симпатии и восхищения». Но несмотря на мотивировку её действий и спорность вопроса о виновности, «факт убийства просто так нельзя проигнорировать, и необходимый юридический процесс должен быть осуществлён». Назвав фильм «хорошим, даже несмотря на то, что реплики актёров немного претенциозны в некоторых местах», «Нью-Йорк таймс» также отмечает, что «при внимательном изучении можно заметить дыры в сюжете, и действительно может показаться неожиданным, что женщина такого ума не в состоянии взглянуть на свою проблему с большей проницательностью, но авторы благоразумно отнесли её стремление скрыть правду на счёт своего ужасающего испуга перед скандальными последствиями. А кто будет серьёзно осуждать поступки человека, которым полностью завладел страх?». Деннис Шварц, называя Вильму Таттл «напряжённой, чопорной и нудной девой из Калифорнийского колледжа Лос-Анджелеса», также отмечает, что «психология страха, которая прорастает в героине, заставляет её действовать иррационально и принимать неверные решения». Батлер считает, что «психологические аспекты фильма покажутся сегодня немного старомодными, а приравнивание понятий „карьерная женщина“ и „скука и одиночество“ также будет слегка обескураживающим». И хотя, по его мнению, фильм «слегка провисает в середине», тем не менее, «последние сцены великолепны», и в итоге «он обладает достаточной мощью, чтобы быть достойным зрелищем».
Высокой оценки критиков удостоилась режиссёрская работа Дитерле, а также основные актёрские работы. «Variety» пишет, что «опираясь на крепкую историю и первоклассный состав исполнителей, Дитерле ведёт мелодраму в стиле, постоянно бьющем по эмоциям зрителей». «Нью-Йорк таймс» также отмечает, что «под уверенным режиссёрским руководством Дитерле, история плавно и методично наращивает саспенс до ударной кульминации, которая оставляет на усмотрение аудитории, должна ли обвиняемая быть наказана или отпущена на свободу». Батлер также подчёркивает, что «ровная и уверенная режиссура Дитерле ставит на первый план напряжённость при каждом сюжетном повороте, при этом он также уделяет особое внимание погружению в психику персонажей, особенно, мучающейся убийцы-героини, попытки которой справиться с переполняющей её виной доводят её до безумия».
Критики единодушны в том, что фильм отличает качественная актёрская игра. В центре внимания, естественно, находится работа Лоретты Янг. Батлер пишет, что успеху фильма «во многом способствуют актёры во главе с как всегда восхитительной Лореттой Янг, которая во всех сценах удерживает симпатию зрителей; мы все знаем, что Янг в душе не убийца, и потому мы желаем не только прощения для неё как для жертвы обстоятельств, но и испытываем боль по поводу всех её страданий». «Variety» также пишет, что «созданный Лореттой Янг образ смятённого профессора вызывает очень сильную симпатию. Это умная актёрская игра, наполняющая эту роль жизнью. Её игра проникает в самую глубь, извлекая наружу психические процессы умной женщины, которая знает, что поступила неправильно, но верит в то, что её след достаточно скрыт, чтобы убийство никогда не было раскрыто». Отметив, что «мисс Янг вносит высокую степень убедительности в свою игру», «Нью-Йорк таймс» полагает, что «сама внешность Лоретты Янг в роли такого типа является доказательством того, что её героиня, несчастная профессор психологии, действовала с оправданной силой и законностью, поскольку мисс Янг не представляет собой тип убийцы». Об игре других актёров «Нью-Йорк таймс» пишет: «Роберт Каммингс как опекун убитого студента, который влюбляется в профессора, удерживает обычную роль на стабильном уровне большую часть времени, а Сэм Джаффе играет небольшую, но острую роль криминалиста». Батлер считает, что «Роберт Каммингс хорош в роли возлюбленного героини, но ещё лучше Уэнделл Кори, холодная игра которого в качестве детектива, намеренного поймать свою женщину, остаётся в памяти».